# Нижняя Грайворонка
Ни́жняя Грайворо́нка — село в Советском районе Курской области России. Административный центр Нижнеграйворонского сельсовета.

## География
Село находится в восточной части Курской области, в лесостепной зоне, в пределах южного склона Среднерусской возвышенности, на берегах реки Грайворонка (приток Кшени), на расстоянии примерно 2 км (по прямой) к юго-востоку от посёлка городского типа Кшенский, административного центра района. Абсолютная высота — 175 м над уровнем моря.
Климат
Климат характеризуется как умеренно континентальный с умеренно холодной зимой и тёплым летом. Абсолютный минимум температуры воздуха самого холодного месяца (января) составляет −37 °C; абсолютный максимум самого тёплого месяца (июля) — 40 °C. Среднегодовое количество атмосферных осадков составляет 582 мм. Большая их часть (460 мм.) выпадает в течение тёплого периода. Снежный покров держится в среднем около 130—145 дней в году.
Часовой пояс
Село Нижняя Грайворонка, как и вся Курская область, находится в часовой зоне МСК (московское время). Смещение применяемого времени относительно UTC составляет +3:00.

## Население
| 1859 | 1897  | 2002 | 2010 |
| ---- | ----- | ---- | ---- |
| 940  | ↗1784 | ↘576 | ↘470 |

Половой состав
По данным Всероссийской переписи населения 2010 года, в половой структуре населения мужчины составляли 46,6 %, женщины — соответственно 53,4 %.
Национальный состав
Согласно результатам переписи 2002 года, в национальной структуре населения русские составляли 97 % из 576 чел.